# Brazilian Series of Poker
A Brazilian Series of Poker (BSOP), patrocinada pelo PokerStarse VBET, é a principal série de eventos de poker ao vivo do Brasil.

## História
O BSOP surgiu em 2006 como uma ideia inovadora no país: um torneio no formato deep stack (grande quantidade de fichas para jogar), com blinds (tempo que altera os níveis de jogo) mais longos, e buy-in (inscrição no torneio) mais caro. Além disso os torneios ofereciam dealers (carteadores) em todas as mesas, algo que ainda era inédito na época. 
Devido ao sucesso, O BSOP atualmente é realizado em alguns dos melhores destinos turísticos do Brasil e em algumas das maiores capitais do país. Além disso atrai celebridades como os jogadores de futebol, profissionais do poker brasileiro consagrados internacionalmente e até mesmos estrelas internacionais do poker. Podemos citar exemplos do futebol como Ronaldo Fenômeno e Neymar Jr que já participaram de algumas etapas do BSOP. Do poker brasileiro temos André Akkari, Felipe Mojave, Thiago 'Decano' Nishijima que são regulares desta série e Gus Hansen, Mike Matusow e Chris Moneymaker como estrelas internacionais do poker.
O BSOP é filiado a Confederação Brasileira de Texas Hold’em – CBTH, membro fundador da International Federation of Match Poker - IFMP, filiada a International Mind Sports Association – IMSA, membro fundador da Associação Brasileira de Esportes Intelectuais - ABRESPI (em conjunto com o Xadrez, Damas, GO, Bridge)

## BSOP ONE
Nos dias 10 e 11 de Setembro de 2024 ocorreu em São Paulo o BSOP ONE, um evento gastronômico, esportivo e cultural somente para convidados que aconteceu no Palácio Tangará. Dois torneios estiveram na grade do evento, além das mesas de cash game e a 2ª edição do BSOP Poker Show, uma mesa televisionada de cash game que foi um sucesso no BSOP Winter Millions de 2024.

O torneio R$ 10,000 High Roller teve 79 inscritos e o campeão foi Matheus Carrión que além do troféu conquistou a premiação de R$ 171,000.

O torneio principal (main event) de R$ 25,000 de inscrição, teve 116 jogadores e o campeão foi Evaldo Pontes, que além do troféu, embolsou R$ 560,000.

## BSOP The Legends
Durante o BSOP Millions de 2024 em São Paulo, aconteceu o torneio The Legends, o torneio com a inscrição mais alta - R$ 250.000,00 - e com a premiação para o campeão sendo a mais alta já distribuida para um único jogador em torneio de poker no Brasil, R$ 3.500.000,00.

Ao todo foram 43 jogadores inscritos, dentre eles, André Akkari, Yuri Martins Dzivielevski, Rodrigo Selouan, Kelvin Kerber, Rodrigo Seiji, Renan Bruschi, Rafael Moraes, Léo Rizzo e muitos outros jogadores profissionais e recreativos. A premiação total foi de R$ 10.206.800,00 e os 6 melhores jogadores foram premiados, sendo Campeão (R$3.500.000,00) 2o. (R$2.400.000,00), 3o. (R$1.520.000,00), 4o. (R$1.164.000,00), 5o. (R$918.000,00) e 6o. (R$704.800,00).

Após dois dias de torneio, Leandro Zavodini, jogador recreativo de Lucas do Rio Verde/MT conquistou o título de campeão to The Legends embolsando além do troféu, a premiação de R$ 3.500.000,00.

"Sempre jogo, mas não profissionalmente, eu sou recreativo. Então para mim significa muito porque chegar numa mesa final só com profissionais e só eu de recreativo, você se sente até meio acuado. Mas não abaixei a cabeça, joguei de igual para igual, às vezes até um pouco melhor nas decisões e também com sorte, que tem que ter. Estou muito emocionado e feliz, não tenho nem palavras para falar. Você entra em um evento desses e nunca imagina que vai ficar em primeiro. Quando Deus proporciona algo dessa grandeza, é muito gratificante, sem palavras mesmo." (Leandro Zavodini)

## BSOP Millions Championship
Entre os dias 19 e 25 de novembro, durante o BSOP Millions de 2024 em São Paulo, aconteceu a estréia do torneio BSOP Millions Championship, torneio com inscrição de R$ 25.000,00 e premiação garantida de R$10.000.000,00, sendo no mínimo R$ 2.000.000,00 destinados ao campeão do torneio.

Ao todo foram 503 jogadores inscritos nos 3 dias iniciais (1A, 1B e 1C) gerando uma premiação de R$11.081.150,00. O Campeão do BSOP Millions Championship foi Marcos Kenne de Sombrio/SC que além do troféu, recebeu R$2.140.000,00 de premiação.

## Prêmios

### Global Poker Awards
Em janeiro de 2024 o BSOP foi indicado no 5th Annual Global Poker Awards 2023, o “Oscar do Poker” na categoria "Melhor Circuito/Tour Mid-Major" juntamente com outros grandes circuitos mundiais, entre eles o RUNGOOD Poker Series (RGPS), o World Series of Poker Circuit (WSOPC) e o WPT Prime (WPTP) que se sagrou o campeão da categoria neste ano.

Em 22 de fevereiro de 2025, o BSOP conquistou o 6th Annual Global Poker Awards 2024, o "Oscar do Poker" como Melhor Torneio de poker na categoria "Melhor Circuito/Tour Mid-Major" em cerimônia em Las Vegas nos estudios da PokerGO no Aria Resort & Casino. O BSOP estava concorrendo com os circuitos RUNGOOD Poker Series (RGPS), o World Series of Poker Circuit (WSOPC) e o WPT Prime (WPTP).

### Prêmio Caio
Ao término de 2022, o BSOP foi coroado com a maior honraria no setor de eventos e turismo do Brasil, considerado o "Oscar dos Eventos no Brasil", o Prêmio Caio 2022 premiou o BSOP com o “Jacaré de Ouro” como Melhor Evento Esportivo (Case: BSOP Millions 2021).

Em 2023 o BSOP conquistou pela segunda vez consecuitva o "Jacaré de Ouro" como Melhor Evento Esportivo. O evento foi realizado no Expo Center Norte, em São Paulo. Na categoria Eventos Esportivos, o BSOP Millions concorria com outros oito candidatos, sendo quatro os finalistas. O BSOP foi anunciado como vencedor, levando a estatueta de ouro.

### Lista de prêmios
| Cerimônia                             | Data da cerimônia       | Categoria                      | Indicado           | Resultado      | Ref.          |
| ------------------------------------- | ----------------------- | ------------------------------ | ------------------ | -------------- | ------------- |
| 6th Annual Global Poker Awards - 2024 | 22 de fevereiro de 2025 | Mid-Major Tour-Circuit         | BSOP               | Venceu         | [ 9 ]         |
| 5th Annual Global Poker Awards - 2023 | 24 de fevereiro de 2024 | Mid-Major Tour-Circuit         | BSOP               | Indicado       | [ 8 ]         |
| 24ª Edição Prêmio Caio - 2023         | 12 de dezembro de 2023  | Melhor Evento Esportivo        | BSOP Millions 2022 | Jacaré de Ouro | [ 12 ]        |
| 23ª Edição Prêmio Caio - 2022         | 15 de dezembro de 2022  | Melhor Evento Esportivo        | BSOP Millions 2021 | Jacaré de Ouro | [ 10 ] [ 11 ] |
| Prêmio Flop - 2009                    | 15 de setembro de 2010  | Melhor Série de Torneios       | BSOP               | Venceu         | [ 13 ]        |
| Prêmio Flop - 2009                    | 15 de setembro de 2010  | Melhor Diretor de Torneios     | Devanir Campos     | Venceu         | [ 13 ]        |
| Prêmio Flop - 2008                    | 30 de março de 2009     | Melhor Série de Torneios       | BSOP               | Venceu         | [ 14 ]        |
| Prêmio Flop - 2008                    | 30 de março de 2009     | Melhor Diretor de Torneios     | Devanir Campos     | Venceu         | [ 14 ]        |
| Prêmio Flop - 2008                    | 30 de março de 2009     | Melhor Organização de Torneios | Nutzz Eventos      | Indicado       | [ 14 ]        |

## Temporadas

### 1.ª Temporada (2006)
| Evento               | Data                       | Cidade             | Entradas | Premiação | Vencedor                    | Prêmio        |
| -------------------- | -------------------------- | ------------------ | -------- | --------- | --------------------------- | ------------- |
| 1.ª Etapa            | 20 e 21 de maio            | São Paulo          | 67       | R$ 56.950 | Marcelo "Carabina" Amadeu   | R$ 16.000     |
| 2.ª Etapa            | 24 e 25 de junho           | Balneário Camboriú | 34       | R$ 28.900 | Rodrigo Boabaid             | R$ 10.000     |
| 3.ª Etapa            | 16 e 17 de julho           | São Paulo          | 38       | R$ 32.300 | Richard Fulbauer            | R$ 11.000     |
| 4.ª Etapa            | 26 e 27 de agosto          | Curitiba           | 42       | R$ 35.700 | Luis "Mestrefilipe" Andrade | R$ 15.000     |
| 5.ª Etapa            | 16 e 17 de setembro        | São Paulo          | 47       | R$ 39.950 | Jeff Costa                  | R$ 15.000     |
| 6.ª Etapa            | 21 e 22 de outubro         | Rio de Janeiro     | 115      | R$ 97.750 | George El-Khouri            | R$ 30.000     |
| 7.ª Etapa            | 25 e 26 de novembro        | São Paulo          | 70       | R$ 48.450 | Victor "Vitão" Marques      | por confirmar |
| Torneio dos Campeões | 20 e 21 de janeiro de 2007 | São Paulo          | 27       | R$ 45.900 | Adelino "Neno" Mendonça     | R$ 23.000     |

- Campeão Brasileiro de 2006:  Leandro "Brasa" Pimentel

### 2.ª Temporada (2007)
| Evento               | Data                | Cidade             | Entradas | Premiação | Vencedor                 | Prêmio        |
| -------------------- | ------------------- | ------------------ | -------- | --------- | ------------------------ | ------------- |
| 1.ª Etapa            | 10 e 11 de março    | São Paulo          | 70       | R$ 59.500 | Sergio Brun              | R$ 21.000     |
| 2.ª Etapa            | 14 e 15 de abril    | Rio de Janeiro     | 90       | R$ 75.650 | Vicenzo Camilotti        | R$ 21.000     |
| 3.ª Etapa            | 5 e 6 de maio       | Balneário Camboriú | 91       | R$ 74.800 | Marcelo Lopes            | por confirmar |
| 4.ª Etapa            | 7 e 8 de junho      | São Paulo          | 80       | R$ 68.000 | Jorge Breda              | por confirmar |
| 5.ª Etapa            | 20 e 21 de julho    | Curitiba           | 115      | R$ 97.750 | Wellington "Tom" Azevedo | por confirmar |
| 6.ª Etapa            | 18 e 19 de agosto   | Belo Horizonte     | 82       | R$ 69.700 | Max Dutra                | por confirmar |
| 7.ª Etapa            | 29 e 30 de setembro | São Paulo          | 64       | R$ 54.400 | Felipe "Mojave" Ramos    | R$ 15.200     |
| 8.ª Etapa            | 27 e 28 de outubro  | Curitiba           | 96       | R$ 81.600 | Leandro "Brasa" Pimentel | por confirmar |
| 9.ª Etapa            | 17 e 18 de novembro | Rio de Janeiro     | 113      | R$ 96.050 | Eduardo Pitombo          | por confirmar |
| Torneio dos Campeões | 15 e 16 de dezembro | Belo Horizonte     | 39       | R$ 66.300 | Fernando Conrado         | por confirmar |

- Campeão Brasileiro de 2007:  Sérgio Brun

### 3.ª Temporada (2008)
| Evento               | Data                 | Cidade         | Entradas | Premiação  | Vencedor           | Prêmio        | Resultados |
| -------------------- | -------------------- | -------------- | -------- | ---------- | ------------------ | ------------- | ---------- |
| 1.ª Etapa            | 16 e 17 de fevereiro | São Paulo      | 98       | R$ 82.450  | Gabriel Almeida    | R$ 20.000     |            |
| 2.ª Etapa            | 22 e 23 de março     | Baln. Camboriú | 114      | R$ 96.900  | Gustavo Sobral     | por confirmar |            |
| 3.ª Etapa            | 12 e 13 de abril     | Rio de Janeiro | 70       | R$ 57.800  | Cláudio Sobral     | R$ 15.800     |            |
| 4.ª Etapa            | 10 e 11 de maio      | Salvador       | 96       | R$ 79.050  | Marcos Rebibout    | R$ 23.000     |            |
| 5.ª Etapa            | 7 e 8 de junho       | São Paulo      | 110      | R$ 85.850  | Cláudio Ramos      | R$ 25.000     |            |
| 6.ª Etapa            | 5 e 6 de julho       | Porto Alegre   | 107      | R$ 90.950  | Felipe Pesce       | por confirmar |            |
| 7.ª Etapa            | 23 e 24 de agosto    | Brasília       | 141      | R$ 119.850 | Thiago Boita       | R$ 30.000     |            |
| 8.ª Etapa            | 27 e 28 de setembro  | Curitiba       | 130      | R$ 110.500 | Newton Valério     | R$ 30.000     |            |
| 9.ª Etapa            | 25 e 26 de outubro   | Belo Horizonte | 109      | R$ 92.650  | Gabriela Belisario | R$ 25.000     |            |
| 10.ª Etapa           | 22 e 23 de novembro  | Florianópolis  | 109      | R$ 92.650  | Renato Barroso     | R$ 27.000     |            |
| Torneio dos Campeões | 13 e 14 de dezembro  | São Paulo      | 53       | R$ 90.100  | Bruno Foster       | R$ 30.000     |            |

- Campeão Brasileiro de 2008:  Claudio Baptista

### 4.ª Temporada (2009)
| Evento               | Data               | Cidade             | Entradas | Premiação  | Vencedor                  | Prêmio     | Resultados |
| -------------------- | ------------------ | ------------------ | -------- | ---------- | ------------------------- | ---------- | ---------- |
| 1.ª Etapa            | 7 e 8 de fevereiro | São Paulo          | 206      | R$ 206.000 | Marco Duran               | R$ 53.000  |            |
| 2.ª Etapa            | 7 e 8 de março     | Balneário Camboriú | 244      | R$ 244.000 | Jefferson Vieira          | R$ 61.000  |            |
| 3.ª Etapa            | 18 de abril        | Goiânia            | 206      | R$ 206.000 | Tarcisio Ferreira         | R$ 53.000  |            |
| 4.ª Etapa            | 29 de maio         | Curitiba           | 482      | R$ 482.000 | Tito Feltrin              | R$ 115.000 |            |
| 5.ª Etapa            | 13 de junho        | Salvador           | 205      | R$ 205.000 | Gustavo Martins           | R$ 53.000  |            |
| 6.ª Etapa            | 24 de julho        | São Paulo          | 465      | R$ 465.000 | Rodrigo "Zidane" Caprioli | R$ 100.000 |            |
| 7.ª Etapa            | 14 de agosto       | Porto Alegre       | 240      | R$ 240.000 | Ricardo Benin             | R$ 62.000  |            |
| 8.ª Etapa            | 11 de setembro     | Rio de Janeiro     | 641      | R$ 641.000 | Anderson Luciano          | R$ 150.000 |            |
| 9.ª Etapa            | 16 de outubro      | Curitiba           | 519      | R$ 519.000 | Robson "Bob" Rodrigues    | R$ 120.000 |            |
| 10.ª Etapa           | 13 de novembro     | Florianópolis      | 302      | R$ 302.000 | Alexandre Fracari         | R$ 72.000  |            |
| Torneio dos Campeões | 11 de dezembro     | Balneário Camboriú | 188      | R$ 376.000 | Marcio Araújo             | R$ 100.000 |            |

- Campeão Brasileiro de 2009:  Marco Marcon

### 5.ª Temporada (2010)
| Evento     | Data                         | Cidade         | Entradas | Premiação    | Vencedor                       | Prêmio     | Resultados |
| ---------- | ---------------------------- | -------------- | -------- | ------------ | ------------------------------ | ---------- | ---------- |
| 1.ª Etapa  | 25 de fevereiro a 1 de março | São Paulo      | 788      | R$ 788.000   | Pedro Todorovic                | R$ 165.000 |            |
| 2.ª Etapa  | 18 a 22 de março             | Rio de Janeiro | 688      | R$ 688.000   | João Paraná                    | R$ 152.000 |            |
| 3.ª Etapa  | 8 a 12 de abril              | Florianópolis  | 535      | R$ 535.000   | Leonardo Gracia                | R$ 120.600 |            |
| 4.ª Etapa  | 13 a 17 de maio              | Curitiba       | 794      | R$ 794.000   | Helson Kupczak                 | R$ 166.000 |            |
| 5.ª Etapa  | 17 e 21 de junho             | Rio Quente     | 335      | R$ 335.000   | Francisco Braga                | R$ 78.500  |            |
| 6.ª Etapa  | 22 a 26 de julho             | Rio de Janeiro | 614      | R$ 614.000   | Christian "CK" Kruel           | R$ 136.700 |            |
| 7.ª Etapa  | 12 a 16 de agosto            | Novo Hamburgo  | 362      | R$ 362.000   | Angelo Frazzon                 | R$ 85.000  |            |
| 8.ª Etapa  | 16 a 20 de setembro          | Curitiba       | 785      | R$ 785.000   | Vitor "Tiozão do Posto" Garcia | R$ 164.500 |            |
| 9.ª Etapa  | 21 a 25 de outubro           | Salvador       | 408      | R$ 408.000   | Stetson Fraiha                 | R$ 94.600  |            |
| 10.ª Etapa | 11 e 15 de novembro          | São Paulo      | 1.000    | R$ 1.000.000 | André Doblas                   | R$ 209.000 |            |

- Campeão Brasileiro de 2010:  André Doblas

### 6.ª Temporada (2011)
| Evento       | Data                    | Cidade             | Entradas | Premiação    | Vencedor               | Prêmio     | Resultados |
| ------------ | ----------------------- | ------------------ | -------- | ------------ | ---------------------- | ---------- | ---------- |
| 1.ª Etapa    | 27 a 31 de janeiro      | Rio de Janeiro     | 539      | R$ 819.280   | Marcelo Jensen         | R$ 179.500 |            |
| 2.ª Etapa    | 17 a 21 de março        | Curitiba           | 630      | R$ 957.600   | Paulino Uemura Jr.     | R$ 207.000 |            |
| 3.ª Etapa    | 28 de abril a 2 de maio | Balneário Camboriú | 507      | R$ 770.640   | Ricardo Voltolini      | R$ 168.700 |            |
| 4.ª Etapa    | 2 a 6 de junho          | Rio Quente         | 320      | R$ 486.400   | Marcelo "Tim" Carvalho | R$ 110.700 |            |
| 5.ª Etapa    | 5 a 8 de agosto         | São Paulo          | 868      | R$ 1.319.360 | Fellipe Nunes          | R$ 267.700 |            |
| 6.ª Etapa    | 15 a 19 de setembro     | Foz do Iguaçu      | 368      | R$ 559.360   | Rafael Caiaffa         | R$ 128.000 |            |
| 7.ª Etapa    | 20 a 24 de outubro      | Curitiba           | 514      | R$ 781.280   | Vinícius Teles         | R$ 171.100 |            |
| BSOP Million | 23 a 29 de novembro     | São Paulo          | 1.446    | R$ 2.197.920 | Flávio Reis            | R$ 443.800 |            |

- Campeão Brasileiro de 2011:  Flávio Reis

### 7.ª Temporada (2012)
| Evento       | Data                | Cidade             | Entradas | Premiação    | Vencedor                  | Prêmio     | Resultados |
| ------------ | ------------------- | ------------------ | -------- | ------------ | ------------------------- | ---------- | ---------- |
| 1.ª Etapa    | 27 a 30 de janeiro  | São Paulo          | 558      | R$ 848.160   | Jhon Rua                  | R$ 185.800 |            |
| 2.ª Etapa    | 1 a 5 de março      | Rio de Janeiro     | 335      | R$ 509.200   | Marcelo Dabus             | R$ 116.000 |            |
| 3.ª Etapa    | 26 a 30 de abril    | Curitiba           | 401      | R$ 609.520   | Guilherme "Guilis" Garcia | R$ 137.300 |            |
| 4.ª Etapa    | 7 e 11 de junho     | Belo Horizonte     | 320      | R$ 486.400   | Filipe "BDM" Morais       | R$ 101.400 |            |
| 5.ª Etapa    | 26 e 31 de julho    | São Paulo          | 729      | R$ 1.108.080 | Cassio Kiles              | R$ 237.600 |            |
| 6.ª Etapa    | 13 e 17 de setembro | Fortaleza          | 374      | R$ 568.480   | Gabriel Goffi             | R$ 130.000 |            |
| 7.ª Etapa    | 25 a 29 de outubro  | Balneário Camboriú | 568      | R$ 863.360   | Antonio "Toninho" Alves   | R$ 189.150 |            |
| BSOP Million | 05 a 11 de dezembro | São Paulo          | 1.612    | R$ 2.450.240 | Ricardo Tavares           | R$ 500.000 |            |

- Campeão Brasileiro de 2012:  Leonardo "Toddasso" Martins

### 8.ª Temporada (2013)
| Evento       | Data                           | Cidade          | Entradas  | Premiação    | Vencedor        | Prêmio     | Resultados |
| ------------ | ------------------------------ | --------------- | --------- | ------------ | --------------- | ---------- | ---------- |
| 1.ª Etapa    | 24 a 28 de janeiro             | São Paulo       | 632       | R$ 1.181.840 | Pedro Correa    | R$ 260.000 |            |
| 2.ª Etapa    | 7 a 11 de março                | Foz do Iguaçu   | 457       | R$ 871.420   | Rafael Oliveira | R$ 162.000 |            |
| 3.ª Etapa    | 11 a 15 de abril               | Costa do Sauípe | 443       | R$ 828.410   | Leonardo Vilela | R$ 186.850 |            |
| 4.ª Etapa    | 30 de maio a 3 de junho        | Rio de Janeiro  | CANCELADA | CANCELADA    | CANCELADA       | CANCELADA  | CANCELADA  |
| 5.ª Etapa    | 25 a 30 de julho               | São Paulo       | 1.004     | R$ 1.834.470 | José Luís Costa | R$ 377.600 |            |
| 6.ª Etapa    | 5 a 9 de setembro              | Rio Quente      | 488       | R$ 912.560   | Caio Dornelas   | R$ 179.200 |            |
| 7.ª Etapa    | 10 a 14 de outubro             | Florianópolis   | 572       | R$ 1.069.640 | Renato Nomura   | R$ 182.900 |            |
| BSOP Million | 27 de novembro a 4 de dezembro | São Paulo       | 2.400     | R$ 4.488.000 | Murilo Ruiz     | R$ 868.100 |            |

- Campeão Brasileiro de Poker 2013:  Fernando "Grow" Garcia
- Campeão Brasileiro de Omaha de 2013:  Fernando "Grow" Garcia

### 9.ª Temporada (2014)
| Evento                | Data                           | Cidade        | Entradas | Premiação    | Vencedor              | Prêmio       | Resultados |
| --------------------- | ------------------------------ | ------------- | -------- | ------------ | --------------------- | ------------ | ---------- |
| 1.ª Etapa             | 30 de janeiro a 4 de fevereiro | São Paulo     | 900      | R$ 1.632.500 | Andre Francisco Luchi | R$ 160.200   |            |
| 2.ª Etapa             | 20 a 24 de março               | Foz do Iguaçu | 569      | R$ 1.032.000 | Igianne Bertoldi      | R$ 178.275   |            |
| 3.ª Etapa LAPT / BSOP | 29 de maio a 3 de junho        | São Paulo     | 1.150    | R$ 4.361.000 | Carlos "Caio" Hey     | R$ 520.000   |            |
| 4.ª Etapa             | 31 de julho a 4 de agosto      | Brasília      | 882      | R$ 1.600.000 | Thiago Rachadel       | R$ 287.000   |            |
| 5.ª Etapa             | 4 a 8 de setembro              | Natal         | 595      | R$ 1.080.000 | André Eskinazi        | R$ 185.650   |            |
| 6.ª Etapa             | 9 a 13 de outubro              | Florianópolis | 774      | R$ 1.403.000 | Felipe Carriço        | R$ 171.010   |            |
| BSOP Millions         | 25 de novembro a 3 de dezembro | São Paulo     | 2.749    | R$ 4.986.000 | Wilson Calixto        | R$ 1.050.000 |            |

- Campeão Brasileiro de Poker de 2014:  Rodrigo Garrido
- Campeão Brasileiro de Omaha de 2014:  Fernando "Grow" Garcia (bicampeão)

### 10.ª Temporada (2015)
| Evento        | Data                           | Cidade             | Entradas | Premiação    | Vencedor                 | Prêmio       | Resultados |
| ------------- | ------------------------------ | ------------------ | -------- | ------------ | ------------------------ | ------------ | ---------- |
| 1.ª Etapa     | 5 a 10 de fevereiro            | São Paulo          | 1.082    | R$ 2.330.000 | João "Bauer" Neto        | R$ 361.000   | [          |
| 2.ª Etapa     | 26 a 30 de março               | Balneário Camboriú | 966      | R$ 2.080.000 | Rafael "Lirola" Monteiro | R$ 329.550   |            |
| 3.ª Etapa     | 21 a 25 de maio                | Rio Quente         | 661      | R$ 1.480.740 | Jose Wilson de Souza     | R$ 270.300   |            |
| 4.ª Etapa     | 23 a 28 de julho               | São Paulo          | 1.649    | R$ 3.552.550 | Jorge Moutella           | R$ 570.000   |            |
| 5.ª Etapa     | 27 a 31 de agosto              | Natal              | 992      | R$ 2.116.130 | Alexandro Veber          | R$ 341.745   |            |
| 6.ª Etapa     | 9 a 14 de outubro              | Brasília           | 907      | R$ 1.930.990 | Norson Saho              | R$ 357.500   |            |
| BSOP Millions | 24 de novembro a 2 de dezembro | São Paulo          | 3.457    | R$ 8.632.500 | André "Coronel" Andreis  | R$ 1.034.500 |            |

- Campeão Brasileiro de Poker de 2015:  João "Bauer" Neto
- Campeão Brasileiro de Omaha de 2015:  Rafael Caiaffa

### 11.ª Temporada (2016)
| Evento        | Data                           | Cidade             | Entradas | Premiação                  | Vencedor                | Prêmio                  | Resultados |
| ------------- | ------------------------------ | ------------------ | -------- | -------------------------- | ----------------------- | ----------------------- | ---------- |
| 1.ª Etapa     | 28 de janeiro a 2 de fevereiro | São Paulo          | 1.359    | R$ 2.898.580               | Kelvin Kerber           | R$ 513.500              |            |
| 2.ª Etapa     | 17 a 22 de março               | Foz do Iguaçu      | 932      | R$ 2.082.360               | Rafael Pandolfo         | R$ 351.000              |            |
| 3.ª Etapa     | 28 de abril a 3 de maio        | Rio Quente         | 649      | R$ 1.454.100               | Luiz Ricardo Higashi    | R$ 263.820              |            |
| 4.ª Etapa     | 2 a 8 de junho                 | Punta del Este     | 790      | US$ 517.880 (R$ 1.741.630) | Daniel Jaime Ateneloff  | US$ 97.825 (R$ 328.985) |            |
| 5.ª Etapa     | 21 a 26 de julho               | São Paulo          | 1401     | R$ 2.986.900               | Rubens Bomtempo         | R$ 527.800              |            |
| 6.ª Etapa     | 25 a 30 de agosto              | Natal              | 656      | R$ 1.382.630               | Victor Eduardo Teixeira | R$ 263.800              |            |
| 7.ª Etapa     | 29 de setembro a 4 de outubro  | Balneário Camboriú | 554      | R$ 1.162.980               | Vinicius Pinheiro       | R$ 223.200              |            |
| BSOP Millions | 22 de novembro a 1 de dezembro | São Paulo          | 2514     | R$ 7.315.740               | Gustavo Soler           | R$ 867.500              |            |

- Campeão Brasileiro de Poker de 2016:  Rodrigo "Zidane" Caprioli
- Campeão Brasileiro de Omaha de 2016:  Éder Campana

### 12.ª Temporada (2017)
| Evento              | Data                           | Cidade         | Entradas | Premiação                 | Vencedor               | Prêmio                   | Resultados |
| ------------------- | ------------------------------ | -------------- | -------- | ------------------------- | ---------------------- | ------------------------ | ---------- |
| 1.ª Etapa           | 2 a 7 de fevereiro             | Punta del Este | 784      | US$ 578.839 (R$1.806.267) | Marcelo Mesqueu        | US$ 109.350 (R$ 341.227) |            |
| 2.ª Etapa           | 23 a 28 de março               | São Paulo      | 1.306    | R$ 2.778.800              | Gustavo Reis           | R$ 367.454               |            |
| 3.ª Etapa           | 4 a 9 de maio                  | Recife         | 458      | R$ 956.250                | Fábio Sousa            | R$ 185.000               |            |
| 4.ª Etapa           | 27 de julho a 1 de agosto      | São Paulo      | 1.541    | R$ 3.287.950              | Ângelo Neto            | R$ 500.000               |            |
| 5.ª Etapa 100º BSOP | 31 de agosto a 5 de setembro   | Foz do Iguaçu  | 1.262    | R$ 2.687.590              | Rodolfo Tanaka         | R$ 379.010               |            |
| 6.ª Etapa           | 19 a 24 de outubro             | Curitiba       | 761      | R$ 1.608.730              | Gustavo "Vascão" Lopes | R$ 304.000               |            |
| BSOP Millions       | 28 de novembro a 7 de dezembro | São Paulo      | 2.807    | R$ 8.138.370              | Saulo Sabioni          | R$ 1.067.150             |            |

- Campeão Brasileiro de Poker de 2017:  Affif Prado
- Campeão Brasileiro de Omaha de 2017:  Marcelo Mesqueu

### 13.ª Temporada (2018)
| Evento        | Data                           | Cidade        | Entradas | Premiação                  | Vencedor                  | Prêmio                  | Resultados |
| ------------- | ------------------------------ | ------------- | -------- | -------------------------- | ------------------------- | ----------------------- | ---------- |
| 1.ª Etapa     | 25 a 30 de janeiro             | São Paulo     | 1.046    | R$ 2.222.450               | Tiago Magalhães           | R$ 404.500              |            |
| 2.ª Etapa     | 5 a 10 de abril                | Brasília      | 1.136    | R$ 2.416.270               | Marcelo Horta             | R$ 293.140              |            |
| 3.ª Etapa     | 24 a 29 de maio                | Natal         | 674      | R$ 1.421.390               | Saulo Sabioni (bicampeão) | R$ 271.300              |            |
| 4.ª Etapa     | 19 a 24 de julho               | São Paulo     | 1.886    | R$ 4.031.340               | Victor Nicolato           | R$ 581.900              |            |
| 5.ª Etapa     | 16 a 21 de agosto              | Puerto Iguazú | 956      | US$ 612.796 (R$ 2.481.885) | Hilario Quijada           | US$ 95.276 (R$ 385.877) |            |
| 6.ª Etapa     | 11 a 16 de outubro             | Florianópolis | 684      | R$ 1.442.930               | Alcioni Pollermann        | R$ 245.430              |            |
| BSOP Millions | 27 de novembro a 6 de dezembro | São Paulo     | 3.230    | R$ 9.369.295               | Leocir Carneiro           | R$ 1.185.830            |            |

- Campeão Brasileiro de Poker 2018:  Saulo Sabioni
- Campeão Brasileiro de Omaha de 2018:  José Carlos Latorraca
- Campeão Brasileiro de Mixed Games de 2018:  José Roberto Arenstein

### 14.ª Temporada (2019)
| Evento          | Data                           | Cidade        | Entradas | Premiação                  | Vencedor              | Prêmio                  | Resultados |
| --------------- | ------------------------------ | ------------- | -------- | -------------------------- | --------------------- | ----------------------- | ---------- |
| 1.ª Etapa       | 7 a 12 de fevereiro            | Puerto Iguazú | 834      | US$ 509.980 (R$ 1.891.822) | Luis Kamei            | US$ 89.030 (R$ 330.266) |            |
| 2.ª Etapa       | 21 a 26 de março               | São Paulo     | 1.211    | R$ 2.577.750               | Pedro Henrique Outor  | R$ 380.700              |            |
| 3.ª Etapa       | 25 a 30 de abril               | Salvador      | 504      | R$ 1.055.315               | Guilherme Trevisan    | R$ 203.650              |            |
| 4.ª Etapa       | 23 a 28 de maio                | Rio Quente    | 509      | R$ 1.066.080               | Anthony Barranqueiros | R$ 205.750              |            |
| Winter Millions | 17 a 23 de julho               | São Paulo     | 2.169    | R$ 5.335.025               | Lucas Santana         | R$ 626.447              |            |
| 6.ª Etapa       | 03 a 8 de outubro              | Gramado       | 686      | R$ 1.447.230               | Régis Kogler          | R$ 274.100              |            |
| BSOP Millions   | 26 de novembro a 5 de dezembro | São Paulo     | 3.315    | R$ 9.616.370               | Antonio Madson Moura  | R$ 1.244.790            |            |

- Campeão Brasileiro Poker de 2019:  - Marcelo Mesqueu
- Campeão Brasileiro Omaha de 2019:  - Pablo Menezes
- Campeão Brasileiro Mixed Games de 2019:  - Rogério Siqueira

### 15.ª Temporada (2020+2021+2022) Etapas 2020[158]
| Evento          | Data                           | Cidade         | Entradas  | Premiação    | Vencedor        | Prêmio     | Resultados |
| --------------- | ------------------------------ | -------------- | --------- | ------------ | --------------- | ---------- | ---------- |
| 1.ª Etapa       | 31 de janeiro a 4 de fevereiro | Brasília       | 758       | R$ 1.587.570 | Fernando Araújo | R$ 300.000 |            |
| 2.ª Etapa       | 19 a 24 de março               | São Paulo      | ADIADA    | ADIADA       | ADIADA          | ADIADA     | ADIADA     |
| 3.ª Etapa       | 30 de abril a 5 de maio        | Rio de Janeiro | SUSPENSA  | SUSPENSA     | SUSPENSA        | SUSPENSA   | SUSPENSA   |
| Winter Millions | 15 a 22 de julho               | São Paulo      | CANCELADA | CANCELADA    | CANCELADA       | CANCELADA  | CANCELADA  |
| 5.ª Etapa       | setembro                       | sem previsão   | CANCELADA | CANCELADA    | CANCELADA       | CANCELADA  | CANCELADA  |
| BSOP Millions   | 24 de novembro a 5 de dezembro | São Paulo      | ADIADA    | ADIADA       | ADIADA          | ADIADA     | ADIADA     |

### BSOP Online (2020)
Devido à pandemia do Coronavírus, algumas etapas live (presenciais) do BSOP já estão suspensas, mas o PokerStars trará muita ação nas mesas online.
| Evento     | Data              | Plataforma | Entradas | Valor     | Premiação  | Vencedor                                | Prêmio       | Resultado |
| ---------- | ----------------- | ---------- | -------- | --------- | ---------- | --------------------------------------- | ------------ | --------- |
| 1.ª Edição | 3 a 6 de abril    | PokerStars | 2.572    | U$ 215,00 | U$ 514.400 | Aleksandr Sheshukov Usuário: "AxelwOw~" | U$ 72.238,93 |           |
| 2.ª Edição | 26 a 29 de junho  | PokerStars | 2.092    | U$ 215,00 | U$ 418.400 | Alexandre Bez Usuário:"Alex Bez"        | U$ 62.512,72 |           |
| 3.ª Edição | 2 a 7 de dezembro | PokerStars | 3.187    | U$ 215,00 | U$ 637.400 | Stevan Chew Usuário:"random_chu"        | U$ 91.890,68 |           |

### BSOP Online (2021)
| Evento     | Data          | Plataforma | Entradas | Valor     | Premiação  | Vencedor                           | Prêmio       | Resultado |
| ---------- | ------------- | ---------- | -------- | --------- | ---------- | ---------------------------------- | ------------ | --------- |
| 4.ª Edição | 28 a 30 março | PokerStars | 3.301    | U$ 215,00 | U$ 660.200 | Jorge Abreu Usuário:"jorginho88"   | U$ 94.916,23 |           |
| 5.ª Edição | 7 a 12 julho  | PokerStars | 2.648    | U$ 215,00 | U$ 529.600 | Almaz Zhdanov Usuário:"Alister307" | U$ 77.556,49 |           |

### 15.ª Temporada (2020+2021+2022) Etapas 2021
| Evento        | Data                           | Cidade    | Entradas | Premiação     | Vencedor       | Prêmio       | Resultados |
| ------------- | ------------------------------ | --------- | -------- | ------------- | -------------- | ------------ | ---------- |
| BSOP Millions | 24 de Novembro a 5 de Dezembro | São Paulo | 4.115    | R$ 11.659.130 | André Berlanda | R$ 1.500.000 |            |

### 15.ª Temporada (2020+2021+2022) Etapas 2022[171]
| Evento          | Data                 | Cidade         | Entradas  | Premiação     | Vencedor                  | Prêmio       | Resultados |
| --------------- | -------------------- | -------------- | --------- | ------------- | ------------------------- | ------------ | ---------- |
| 1.ª Etapa       | 10 a 15 de fevereiro | Brasília       | CANCELADA | CANCELADA     | CANCELADA                 | CANCELADA    | CANCELADA  |
| 2.ª Etapa       | 24 a 29 de março     | São Paulo      | 1.214     | R$ 2.913.950  | Pedro Thuin               | R$ 456.155   |            |
| 3.ª Etapa       | 1 a 07 de Junho      | Rio de Janeiro | 1.158     | R$ 2.881.440  | Francisco Benítez         | R$ 517.500   |            |
| Winter Millions | 13 a 20 de Julho     | São Paulo      | 1.367     | R$ 4.820.000  | Marcelo De Medeiros Silva | R$ 813.450   |            |
| 5.ª Etapa       | 12 a 18 de Outubro   | Gramado        | 776       | R$ 1.851.800  | Silvio Feiber             | R$ 350.000   |            |
| BSOP Millions   | 14 a 26 de Novembro  | São Paulo      | 3.329     | R$ 10.787.580 | Dennys Ramos              | R$ 1.500.000 |            |

- Campeão Brasileiro de Poker da 15.ª Temporada (2020+2021+2022):  - João "Bauer" Neto (bicampeão)
- Campeão Brasileiro de Omaha da 15.ª Temporada (2020+2021+2022):  - José Roberto Arenstein
- Campeão Brasileiro de Mixed Games da 15.ª Temporada (2020+2021+2022):  - Geraldo Cesar

### 16.ª Temporada (2023)
| Data                               | Evento / Buy-in / Local                                                                                                | Entradas | Premiação                 | Vencedor                    | Prêmio                 | Res. |
| ---------------------------------- | --- | -------- | ------------------------- | --------------------------- | ---------------------- | ---- |
| 1.ª Etapa 22 a 24 de janeiro       | BSOP Bahamas US$1.100 Pokerstars Caribbean Adventure 2023 Baha Mar Resorts                                             | 460      | US$ 446,200 (R$2.323.720) | Allan Barnes                | US$ 86.650 (R$451.256) |      |
| 2.ª Etapa 29 de março a 4 de abril | BSOP São Paulo R$3.000 Premiação garantida R$ 2.200.000 Sheraton Sao Paulo WTC Hotel                                   | 1405     | R$ 3.357.120              | Bernardo Peters             | R$ 377.192             |      |
| 3.ª Etapa 1 a 6 de junho           | BSOP Brasília R$3.000 Premiação garantida R$ 1.500.000 Royal Tulip Brasília Alvorada                                   | 685      | R$ 1.611.120              | Fernando Araújo (bicampeão) | R$ 305.100             |      |
| 4.ª Etapa 19 a 26 Julho            | BSOP Winter Millions R$4.000 Premiação garantida R$ 4.000.000 Sheraton Sao Paulo WTC Hotel                             | 1665     | R$ 5.360.410              | Felipe Sena                 | R$ 732.500             |      |
| 5.ª Etapa 4 a 10 de Outubro        | BSOP/LAPT Foz do Iguaçu R$3.000 + Latin American Poker Tour Premiação garantida R$ 1.500.000 Wish Resort Foz do Iguaçu | 797      | R$ 1.882.720              | Guilherme Schreiber         | R$ 301.300             |      |
| 6.ª Etapa 15 a 29 de Novembro      | BSOP/LAPT MILLIONS R$4.000 + Latin American Poker Tour Premiação garantida R$ 10.000.000 Sheraton Sao Paulo WTC Hotel  | 3220     | R$ 10.413.390             | Matias Scaffo               | R$ 1.320.000           |      |

- Campeão Brasileiro de Poker da 16.ª Temporada (2023):  Willian Jose Cestari
- Campeão Brasileiro de Omaha da 16.ª Temporada (2023):  Jose Heraldo "Radio" Vaughan Junior
- Campeão Brasileiro de Mixed Games da 16.ª Temporada (2023):  Marcelo Valadares de Resende Costa

### 17.ª Temporada (2024)
| Data                                   | Evento / Buy-in / Local | Entradas | Premiação    | Vencedor                              | Prêmio      | Infos. |
| -------------------------------------- | --- | -------- | ------------ | ------------------------------------- | ----------- | ------ |
| 1.ª Etapa 28 de fevereiro a 5 de março | BSOP São Paulo R$3.000 Premiação garantida R$ 3.000.000 M.E. Sheraton Sao Paulo WTC Hotel                                  | 1278     | R$ 3.049.150 | Ricardo Nakamura                      | R$ 550.000  |        |
| 2.ª Etapa 30 de maio a 4 de junho      | BSOP Natal R$3.000 Premiação garantida R$ 1.000.000 M.E. Serhs Natal Grand Hotel                                           | 732      | R$ 1.725.100 | Julio Steffen                         | R$ 327.000  |        |
| 3.ª Etapa 23 a 31 Julho                | BSOP Winter Millions R$4.000 Premiação garantida R$ 4.000.000 M.E. Sheraton Sao Paulo WTC Hotel                            | 1784     | R$ 5.677.840 | Gabriel Nóbrega                       | R$ 808.500* |        |
| 4.ª Etapa 9 a 16 de Outubro            | BSOP/LAPT Rio de Janeiro R$3.000 Premiação garantida R$ 2.000.000 M.E. + Latin American Poker Tour Windsor Marapendi       | 762      | R$ 1.890.000 | Marcelo De Medeiros Silva (bicampeão) | R$ 358.000  |        |
| 5.ª Etapa 15 a 29 de Novembro          | BSOP/LAPT MILLIONS R$4.000 + Latin American Poker Tour Premiação garantida R$ 10.000.000 M.E. Sheraton Sao Paulo WTC Hotel | 3093     | R$ 9.880.680 | Jose Lesta                            | R$ 997,200* |        |

* houve acordo entre os finalistas
- Campeão Brasileiro de Poker da 17.ª Temporada (2024):  Ricardo Nakamura

Premiação: R$ 300,000 + Bracelete + Pacote completo para 18.ª Temporada 2025 do BSOP (sendo 1 buy-in do Evento Principal e Hospedagem no hotel oficial do evento)
- Campeão Brasileiro de Omaha da 17.ª Temporada (2024):  Lucio Antunes

Premiação: R$ 50,000 + Bracelete + Pacote completo para 18.ª Temporada 2025 do BSOP (sendo 1 buy-in do Evento Principal e Hospedagem no hotel oficial do evento)
- Campeão Brasileiro de Mixed Games da 17.ª Temporada (2024):  Gabriel Baleeiro

Premiação: R$ 50,000 + Bracelete + Pacote completo para 18.ª Temporada 2025 do BSOP (sendo 1 buy-in do Evento Principal e Hospedagem no hotel oficial do evento)
- Campeão do Ranking High Roller da 17.ª Temporada (2024):  Paulo Joanello

Premiação: Rolex exclusivo, personalizado artista Pedro Yossef.

### 18.ª Temporada (2025)
O BSOP divulgou seu calendário para 2025 com etapas na Bahia, São Paulo, Rio Grande do Sul e Paraná..
| Data                          | Evento / Buy-in / Local                             | Entradas | Premiação    | Vencedor                   | Prêmio      | Infos. |
| ----------------------------- | --------------------------------------------------- | -------- | ------------ | -------------------------- | ----------- | ------ |
| 1.ª Etapa 6 a 11 de fevereiro | BSOP Costa do Sauipe Sauipe Resorts                 | 764      | R$ 1.748.230 | Gabriel Medeiros           | R$ 330.000  |        |
| 2.ª Etapa 13 a 19 de março    | BSOP São Paulo WTC Sheraton – Ballroom              | 1398     | R$ 3.248.780 | Jherson H. Alvarez Carreño | R$ 497.750* |        |
| 3.ª Etapa 1 a 5 de maio       | BSOP Gramado Wish Serrano Resorts                   | 857      | R$ 2.028.340 | Larry Lopes                | R$ 320.500* |        |
| 4.ª Etapa 22 a 31 Julho       | BSOP Winter Millions WTC Sheraton – Golden Hall     | 1762     | R$ 5.597.250 | Anderson de Souza          | R$ 960.000  |        |
| 5.ª Etapa 1 a 8 de Outubro    | BSOP Foz do Iguaçu Wish Serrano Resorts             |          |              |                            |             |        |
| 6.ª Etapa 14 a 29 de Novembro | BSOP MILLIONS WTC Sheraton – Golden Hall e Ballroom |          |              |                            |             |        |

* houve acordo entre os finalistas
- Campeão Brasileiro de Poker da 18.ª Temporada (2025): á confirmar

Premiação: Relógio de ouro, personalizado pelo joalheiro Pedro Yossef, avaliado em aproximadamente R$ 1.500.000, além de hospedagem para toda a temporada 2026.

- Jogador do Ano High Roller da 18.ª Temporada (2025): á confirmar

Premiação: Relógio de ouro, personalizado pelo joalheiro Pedro Yossef, avaliado em aproximadamente R$ 500.000.
- Jogador do Ano de Omaha da 18.ª Temporada (2025): á confirmar

Premiação: Relógio de ouro, personalizado pelo joalheiro Pedro Yossef, avaliado em aproximadamente R$ 300.000.
- Jogador do Ano de Mixed Games da 18.ª Temporada (2025): á confirmar

Premiação: Relógio de ouro, personalizado pelo joalheiro Pedro Yossef, avaliado em aproximadamente R$ 300.000.
- Jogadora do Ano da 18.ª Temporada (2025): á confirmar

Premiação: Relógio de ouro, personalizado pelo joalheiro Pedro Yossef, avaliado em aproximadamente R$ 300.000.
- Jogador Estrangeiro do Ano da 18.ª Temporada (2025): á confirmar

Premiação: Relógio de ouro, personalizado pelo joalheiro Pedro Yossef, avaliado em aproximadamente R$ 300.000.

### BSOP Online (2025)
| Evento     | Data             | Plataforma | Entradas | Valor    | Premiação    | Vencedor                             | Prêmio       |
| ---------- | ---------------- | ---------- | -------- | -------- | ------------ | ------------------------------------ | ------------ |
| 6.ª Edição | 22 a 31 de julho | PokerStars | 4.498    | U$ 11,00 | U$ 44.080,40 | Alysson Bruno Usuário:"brunopoker94" | U$ 6.290,673 |

Esta edição do BSOP Online (2025) não contará como evento principal do BSOP como foram as edições de 2020 e 2021, sendo somente um evento paralelo a parte durante o BSOP Winter Millions. Por isso não foi contabilizado nas tabelas estatísticas abaixo.

### 19.ª Temporada (2026)
Durante o BSOP Winter Millions 2025 foi feito o anuncio da primeira etapa da 19ª Temporada (2026) do calendário do BSOP, o SUMMER MILLIONS que irá acontecer na Costa do Sauípe de 23 a 31 de janeiro de 2026..
| Data                         | Evento / Buy-in / Local             | Entradas | Premiação | Vencedor | Prêmio | Infos. |
| ---------------------------- | ----------------------------------- | -------- | --------- | -------- | ------ | ------ |
| 1.ª Etapa 23 a 31 de janeiro | BSOP Summer Millions Sauipe Resorts |          |           |          |        |        |

## Todos Campeões Brasileiros de Poker
| Temporada | Ano            | Campeão Brasileiro de Poker | Campeão Brasileiro de Omaha | Campeão Brasileiro de Mixed Games |
| --------- | -------------- | --------------------------- | --------------------------- | --------------------------------- |
| 1ª        | 2006           | Leandro "Brasa" Pimentel    |                             |                                   |
| 2ª        | 2007           | Sérgio Brun                 |                             |                                   |
| 3ª        | 2008           | Claudio Baptista            |                             |                                   |
| 4ª        | 2009           | Marco Marcon                |                             |                                   |
| 5ª        | 2010           | André Doblas                |                             |                                   |
| 6ª        | 2011           | Flávio Reis                 |                             |                                   |
| 7ª        | 2012           | Leonardo "Toddasso" Martins |                             |                                   |
| 8ª        | 2013           | Fernando "Grow" Garcia      | Fernando "Grow" Garcia      |                                   |
| 9ª        | 2014           | Rodrigo Garrido             | Fernando "Grow" Garcia      |                                   |
| 10ª       | 2015           | João "Bauer" Neto           | Rafael Caiaffa              |                                   |
| 11ª       | 2016           | Rodrigo "Zidane" Caprioli   | Éder Campana                |                                   |
| 12ª       | 2017           | Affif Prado                 | Marcelo Mesqueu             |                                   |
| 13ª       | 2018           | Saulo Sabioni               | José Carlos Latorraca       | José Roberto Arenstein            |
| 14ª       | 2019           | Marcelo Mesqueu             | Pablo Menezes               | Rogério Siqueira                  |
| 15ª       | 2020/2021/2022 | João "Bauer" Neto           | José Roberto Arenstein      | Geraldo Cesar                     |
| 16ª       | 2023           | Willian Cestari             | Jose Heraldo "Radio"        | Marcelo Valadares                 |
| 17ª       | 2024           | Ricardo Nakamura            | Lucio Antunes               | Gabriel Baleeiro                  |

| Temporada (Ano) | CAMPEÃO BRASILEIRO DE POKER | Jogador do Ano de Omaha | Jogador do Ano de Mixed Games | Jogador do Ano High Roller | Jogadora do Ano | Jogador Estrangeiro do Ano |
| --------------- | --------------------------- | ----------------------- | ----------------------------- | -------------------------- | --------------- | -------------------------- |
| 18ª (2025)      |                             |                         |                               |                            |                 |                            |

## Múltiplos Títulos
| Posição | Jogador                   | Campeão Brasileiro de Poker | Campeão Brasileiro de Omaha | Campeão Brasileiro de Mixed Games | Título Main Event |
| ------- | ------------------------- | --------------------------- | --------------------------- | --------------------------------- | ----------------- |
| 1°      | João "Bauer" Neto         | (2015) (2022)               |                             |                                   | (2015)            |
| 2°      | Fernando "Grow" Garcia    | (2013)                      | (2013) (2014)               |                                   |                   |
| 3°      | Marcelo Mesqueu           | (2019)                      | (2017)                      |                                   | (2017)            |
| 4°      | Saulo Sabioni             | (2018)                      |                             |                                   | (2017) (2018)     |
| 5°      | Leandro "Brasa" Pimentel  | (2006)                      |                             |                                   | (2007)            |
| 6°      | Sérgio Brum               | (2007)                      |                             |                                   | (2007)            |
| 7°      | André Doblas              | (2010)                      |                             |                                   | (2010)            |
| 8°      | Flávio Reis               | (2011)                      |                             |                                   | (2011)            |
| 9°      | Ricardo Nakamura          | (2024)                      |                             |                                   | (2024)            |
| 10°     | José Roberto Arenstein    |                             | (2022)                      | (2018)                            |                   |
| 11°     | Rafael Caiaffa            |                             | (2015)                      |                                   | (2011)            |
| 12°     | Rodrigo "Zidane" Caprioli |                             | (2016)                      |                                   | (2009)            |
| 13°     | Fernando "Vc Vem" Araújo  |                             |                             |                                   | (2020) (2023)     |
| 14°     | Marcelo De Medeiros Silva |                             |                             |                                   | (2022) (2024)     |

* Atualizado até a 17.ª Temporada (2024) BSOP Millions

## BSOP ONE
O BSOP ONE é um evento gastronômico, esportivo e cultural para convidados e jogadores participantes de torneios classificatórios no PokerStars e que teve duas edições no ano de 2024, sendo a primeira nos dias 10 e 11 de setembro de 2024 no Palácio Tangará e a segunda edição chamada de Neymar Jr Edition aconteceu nos dias 21 e 22 de dezembro de 2024 no Hotel Unique. Juntamente com os torneios, acontece as messas de "cash game" com muita diversão e competição. O BSOP ONE não conta pontos para o ranking de campeão brasileiro de poker.

### BSOP ONE 2024
| Data / Local                                                          | Evento / Insrição         | Entradas | Premiação     | Vencedor                                 | Prêmio     |
| --------------------------------------------------------------------- | ------------------------- | -------- | ------------- | ---------------------------------------- | ---------- |
| BSOP ONE - 1ª Edição - Palácio Tangará - São Paulo, SP                |                           |          |               |                                          |            |
| 10 e 11 de Setembro                                                   | Main Event (R$ 25,000)    | 116      | R$2.285.200   | João Evaldo Pontes Caxile Filho          | R$560.000  |
| 10 e 11 de Setembro                                                   | High Roller (R$ 10,000)   | 79       | R$622.530     | Mateus Carrion De Moraes                 | R$171.000  |
| BSOP ONE Neymar Jr Edition - 2ª Edição - Hotel Unique - São Paulo, SP |                           |          |               |                                          |            |
| 21 e 22 de Dezembro                                                   | Main Event (R$ 25,000)    | 241      | R$4.713.600   | Pedro Henrique Campos Dos Reis Fernandes | R$830.000* |
| 21 e 22 de Dezembro                                                   | High Roller (R$ 10,000)   | 188      | R$1.481.400** | Arnaldo Fernandes Batista                | R$251.200* |
| 21 e 22 de Dezembro                                                   | Ladies Event (R$ 1,200**) | 29       | R$27.900      | Luana Maria Matos Da Silva               | R$9.450    |

* Houve acordo
** Estimativa

### BSOP ONE 2025
| Data / Local                                          | Evento / Insrição       | Entradas | Premiação     | Vencedor                      | Prêmio    |
| ----------------------------------------------------- | ----------------------- | -------- | ------------- | ----------------------------- | --------- |
| BSOP ONE - 3ª Edição - Rosewood Hotel - São Paulo, SP |                         |          |               |                               |           |
| 20 e 21 de maio                                       | Main Event (R$ 30,000)  | 119      | R$2.975.000** | Alan Cavalcante do Nascimento | R$705.000 |
| 20 e 21 de maio                                       | Ladies Event (R$ 1,000) | 30       | R$25.610      | Larissa Sousa Dantas          | R$8.800   |

** Estimativa

## Quebras de Recordes em Competidores
Tendo como base a primeira etapa do BSOP em 2006 onde tiveram apenas 67 competidores, ano após ano as etapas foram crescendo, veja abaixo o quadro das quebras de recordes do BSOP em participação no Main Event (torneio principal):
| Ano  | Etapa         | Data                           | Cidade             | Entrada | Premiação        | Vencedor           |
| ---- | ------------- | ------------------------------ | ------------------ | ------- | ---------------- | ------------------ |
| 2006 | 6.ª Etapa     | 21 de Outubro                  | Rio de Janeiro     | 115     | R$ 97.750,00     | George El-Khouri   |
| 2007 | 5.ª Etapa     | 20 de julho                    | Curitiba           | 115     | R$ 97.750,00     | Wellington Azevedo |
| 2008 | 7.ª Etapa     | 23 de agosto                   | Brasília           | 141     | R$ 119.850,00    | Thiago Boita       |
| 2009 | 1.ª Etapa     | 6 de fevereiro                 | São Paulo          | 204     | R$ 204.000,00    | Marco Dura         |
| 2009 | 2.ª Etapa     | 23 de março                    | Balneário Camboriú | 244     | R$ 244.000,00    | Jefferson Vieira   |
| 2009 | 4.ª Etapa     | 29 de maio                     | Curitiba           | 482     | R$ 482.000,00    | Tito Feltrin       |
| 2009 | 8.ª Etapa     | 11 de setembro                 | Rio de Janeiro     | 641     | R$ 641.000,00    | Anderson Luciano   |
| 2010 | 1.ª Etapa     | 25 de fevereiro a 1 de março   | São Paulo          | 788     | R$ 788.000,00    | Pedro Todorovic    |
| 2010 | 4.ª Etapa     | 13 a 17 de maio                | Curitiba           | 794     | R$ 794.000,00    | Helson Kupczak     |
| 2010 | BSOP Million  | 11 a 15 de novembro            | São Paulo          | 1.000   | R$ 1.000.000,00  | André Doblas       |
| 2011 | BSOP Millions | 23 a 29 de novembro            | São Paulo          | 1.446   | R$ 2.197.920,00  | Flávio Reis        |
| 2012 | BSOP Millions | 5 a 11 de dezembro             | São Paulo          | 1.612   | R$ 2.45.0240,00  | Ricardo Tavares    |
| 2013 | BSOP Millions | 27 de novembro a 4 de dezembro | São Paulo          | 2.400   | R$ 4.488.000,00  | Murilo Ruiz        |
| 2014 | BSOP Millions | 25 de novembro a 3 de dezembro | São Paulo          | 2.749   | R$ 4.986.000,00  | Wilson Calixto     |
| 2015 | BSOP Millions | 24 de novembro a 2 de dezembro | São Paulo          | 3.457   | R$ 8.632.500,00  | André Andreis      |
| 2021 | BSOP Millions | 24 de novembro a 5 de dezembro | São Paulo          | 4.115   | R$ 11.659.130,00 | André Berlanda     |

## Todos os Torneios(por jogadores inscritos)
| Entradas | Seq. | Ano  | Etapa | UF     | Cidade             | Premiação     | Vencedor                  | Prêmio       |
| -------- | ---- | ---- | ----- | ------ | ------------------ | ------------- | ------------------------- | ------------ |
| 4115     | 123  | 2021 | 1.ª   | SP     | São Paulo          | R$ 11.659.130 | André Berlanda            | R$ 1.500.000 |
| 3457     | 87   | 2015 | 7.ª   | SP     | São Paulo          | R$ 8.632.500  | André Andreis             | R$ 1.034.500 |
| 3329     | 128  | 2022 | 6.ª   | SP     | São Paulo          | R$ 10.787.580 | Dennys Ramos              | R$ 1.500.000 |
| 3315     | 116  | 2019 | 7.ª   | SP     | São Paulo          | R$ 9.616.370  | Antonio Madson Moura      | R$ 1.244.790 |
| 3301     | 121  | 2021 | 4 ed. | Online | PokerStars         | R$ 3.812.325  | Jorge Abreu               | R$ 548.094   |
| 3230     | 109  | 2018 | 7.ª   | SP     | São Paulo          | R$ 9.369.295  | Leocir Carneiro           | R$ 1.185.830 |
| 3220     | 134  | 2023 | 6.ª   | SP     | São Paulo          | R$ 10.413.390 | Matias Scaffo             | R$ 1.320.000 |
| 3187     | 120  | 2020 | 3 ed. | Online | PokerStars         | R$ 2.260.782  | Stevan Chew               | R$ 337.781   |
| 3093     | 139  | 2024 | 5.ª   | SP     | São Paulo          | R$ 9.880.680  | Jose Lesta                | R$ 997,200   |
| 2807     | 102  | 2017 | 7.ª   | SP     | São Paulo          | R$ 8.138.370  | Saulo Sabioni             | R$ 1.067.150 |
| 2749     | 80   | 2014 | 7.ª   | SP     | São Paulo          | R$ 4.986.000  | Wilson Calixto            | R$ 1.050.000 |
| 2648     | 122  | 2021 | 5 ed. | Online | PokerStars         | R$ 2.739.621  | Almaz Zhdanov             | R$ 401.200   |
| 2572     | 118  | 2020 | 1 ed. | Online | PokerStars         | R$ 2.719.272  | Aleksandr Sheshukov       | R$ 381.876   |
| 2514     | 95   | 2016 | 8.ª   | SP     | São Paulo          | R$ 7.315.740  | Gustavo Soler             | R$ 867.500   |
| 2400     | 73   | 2013 | 8.ª   | SP     | São Paulo          | R$ 4.488.000  | Murilo Ruiz               | R$ 868.100   |
| 2169     | 114  | 2019 | 5.ª   | SP     | São Paulo          | R$ 5.335.025  | Lucas Santana             | R$ 626.447   |
| 2092     | 119  | 2020 | 2 ed. | Online | PokerStars         | R$ 2.260.782  | Alexandre Bez             | R$ 337.781   |
| 1886     | 106  | 2018 | 4.ª   | SP     | São Paulo          | R$ 4.031.340  | Victor Nicolato           | R$ 581.900   |
| 1784     | 137  | 2024 | 3.ª   | SP     | São Paulo          | R$ 5.677.840  | Gabriel Nóbrega           | R$ 808.500   |
| 1762     | 143  | 2025 | 4.ª   | SP     | São Paulo          | R$ 5.597.250  | Anderson de Souza         | R$ 960.000   |
| 1665     | 132  | 2023 | 4.ª   | SP     | São Paulo          | R$ 5.360.410  | Felipe Sena               | R$ 732.500   |
| 1649     | 84   | 2015 | 4.ª   | SP     | São Paulo          | R$ 3.552.550  | Jorge Moutella            | R$ 570.000   |
| 1612     | 66   | 2012 | 8.ª   | SP     | São Paulo          | R$ 2.450.240  | Ricardo Tavares           | R$ 500.000   |
| 1541     | 99   | 2017 | 4.ª   | SP     | São Paulo          | R$ 3.287.950  | Ângelo Neto               | R$ 500.000   |
| 1446     | 58   | 2011 | 8.ª   | SP     | São Paulo          | R$ 2.197.920  | Flávio Reis               | R$ 443.800   |
| 1405     | 130  | 2023 | 2.ª   | SP     | São Paulo          | R$ 3.357.120  | Bernardo Peters           | R$ 377.192   |
| 1401     | 92   | 2016 | 5.ª   | SP     | São Paulo          | R$ 2.986.900  | Rubens Bomtempo           | R$ 527.800   |
| 1398     | 141  | 2025 | 2.ª   | SP     | São Paulo          | R$ 3.248.780  | Jherson Carreño           | R$ 497.750   |
| 1367     | 126  | 2022 | 4.ª   | SP     | São Paulo          | R$ 4.820.000  | Marcelo De Medeiros Silva | R$ 813.450   |
| 1359     | 88   | 2016 | 1.ª   | SP     | São Paulo          | R$ 2.898.580  | Kelvin Kerber             | R$ 513.500   |
| 1306     | 97   | 2017 | 2.ª   | SP     | São Paulo          | R$ 2.778.800  | Gustavo Reis              | R$ 367.454   |
| 1278     | 135  | 2024 | 1.ª   | SP     | São Paulo          | R$ 3.049.150  | Ricardo Nakamura          | R$ 550.000   |
| 1262     | 100  | 2017 | 5.ª   | PR     | Foz do Iguaçu      | R$ 2.687.590  | Rodolfo Tanaka            | R$ 379.010   |
| 1214     | 124  | 2022 | 2.ª   | SP     | São Paulo          | R$ 2.913.950  | Pedro Thuin               | R$ 456.155   |
| 1211     | 111  | 2019 | 2.ª   | SP     | São Paulo          | R$ 2.577.750  | Pedro Henrique Outor      | R$ 380.700   |
| 1158     | 125  | 2022 | 3.ª   | RJ     | Rio de Janeiro     | R$ 2.881.440  | Francisco Benítez         | R$ 517.500   |
| 1150     | 76   | 2014 | 3.ª   | SP     | São Paulo          | R$ 4.361.000  | Carlos "Caio" Hey         | R$ 520.000   |
| 1136     | 104  | 2018 | 2.ª   | DF     | Brasília           | R$ 2.416.270  | Marcelo Horta             | R$ 293.140   |
| 1082     | 81   | 2015 | 1.ª   | SP     | São Paulo          | R$ 2.330.000  | João Bauer Neto           | R$ 361.000   |
| 1046     | 103  | 2018 | 1.ª   | SP     | São Paulo          | R$ 2.222.450  | Tiago Magalhães           | R$ 404.500   |
| 1004     | 70   | 2013 | 5.ª   | SP     | São Paulo          | R$ 1.834.470  | José Luís Costa           | R$ 377.600   |
| 1000     | 50   | 2010 | 10.ª  | SP     | São Paulo          | R$ 1.000.000  | André Doblas              | R$ 209.000   |
| 992      | 85   | 2015 | 5.ª   | RN     | Natal              | R$ 2.116.130  | Alexandro Veber           | R$ 341.745   |
| 966      | 82   | 2015 | 2.ª   | SC     | Balneário Camboriú | R$ 2.080.000  | Rafael Monteiro           | R$ 329.550   |
| 956      | 107  | 2018 | 5.ª   | ARG    | Puerto Iguazú      | R$ 2.481.885  | Hilario Quijada           | R$ 385.877   |
| 932      | 89   | 2016 | 2.ª   | PR     | Foz do Iguaçu      | R$ 2.082.360  | Rafael Pandolfo           | R$ 351.000   |
| 907      | 86   | 2015 | 6.ª   | DF     | Brasília           | R$ 1.930.990  | Norson Saho               | R$ 357.500   |
| 900      | 74   | 2014 | 1.ª   | SP     | São Paulo          | R$ 1.632.500  | Andre Luchi               | R$ 160.200   |
| 882      | 77   | 2014 | 4.ª   | DF     | Brasília           | R$ 1.600.000  | Thiago Rachadel           | R$ 287.000   |
| 868      | 55   | 2011 | 5.ª   | SP     | São Paulo          | R$ 1.319.360  | Fellipe Nunes             | R$ 267.700   |
| 857      | 142  | 2025 | 3.ª   | RS     | Gramado            | R$ 2.028.340  | Larry Lopes               | R$ 320.500   |
| 834      | 110  | 2019 | 1.ª   | ARG    | Puerto Iguazú      | R$ 1.891.822  | Luis Kamei                | R$ 330.266   |
| 797      | 133  | 2023 | 5.ª   | PR     | Foz do Iguaçu      | R$ 1.882.720  | Guilherme Schreiber       | R$ 301.300   |
| 794      | 44   | 2010 | 4.ª   | PR     | Curitiba           | R$ 794.000    | Helson Kupczak            | R$ 166.000   |
| 790      | 91   | 2016 | 4.ª   | URU    | Punta del Este     | R$ 1.741.630  | Daniel Jaime Ateneloff    | R$ 328.985   |
| 788      | 41   | 2010 | 1.ª   | SP     | São Paulo          | R$ 788.000    | Pedro Todorovic           | R$ 165.000   |
| 785      | 48   | 2010 | 8.ª   | PR     | Curitiba           | R$ 785.000    | Vitor Garcia              | R$ 164.500   |
| 784      | 96   | 2017 | 1.ª   | URU    | Punta del Este     | R$ 1.806.267  | Marcelo Mesqueu           | R$ 341.227   |
| 776      | 127  | 2022 | 5.ª   | RS     | Gramado            | R$ 1.851.800  | Silvio Feiber             | R$ 350.000   |
| 774      | 79   | 2014 | 6.ª   | SC     | Florianópolis      | R$ 1.403.000  | Felipe Carriço            | R$ 171.010   |
| 764      | 140  | 2025 | 1.ª   | BA     | Costa do Sauipe    | R$ 1.748.230  | Gabriel Medeiros          | R$ 330.000   |
| 762      | 138  | 2024 | 4.ª   | RJ     | Rio de Janeiro     | R$ 1.890.000  | Marcelo De Medeiros Silva | R$ 358.000   |
| 761      | 101  | 2017 | 6.ª   | PR     | Curitiba           | R$ 1.608.730  | Gustavo Lopes             | R$ 304.000   |
| 758      | 117  | 2020 | 1.ª   | DF     | Brasília           | R$ 1.587.570  | Fernando Araújo           | R$ 300.000   |
| 732      | 136  | 2024 | 2.ª   | RN     | Natal              | R$ 1.725.100  | Julio Steffen             | R$ 327.000   |
| 729      | 63   | 2012 | 5.ª   | SP     | São Paulo          | R$ 1.108.080  | Cassio Kiles              | R$ 237.600   |
| 688      | 42   | 2010 | 2.ª   | RJ     | Rio de Janeiro     | R$ 688.000    | João Paraná               | R$ 152.000   |
| 686      | 115  | 2019 | 6.ª   | RS     | Gramado            | R$ 1.447.230  | Régis Kogler              | R$ 274.100   |
| 685      | 131  | 2023 | 3.ª   | DF     | Brasília           | R$ 1.611.120  | Fernando Araújo           | R$ 305.100   |
| 684      | 108  | 2018 | 6.ª   | SC     | Florianópolis      | R$ 1.442.930  | Alcioni Pollermann        | R$ 245.430   |
| 674      | 105  | 2018 | 3.ª   | RN     | Natal              | R$ 1.421.390  | Saulo Sabioni             | R$ 271.300   |
| 661      | 83   | 2015 | 3.ª   | GO     | Rio Quente         | R$ 1.480.740  | Jose Wilson de Souza      | R$ 270.300   |
| 656      | 93   | 2016 | 6.ª   | RN     | Natal              | R$ 1.382.630  | Victor Eduardo Teixeira   | R$ 263.800   |
| 649      | 90   | 2016 | 3.ª   | GO     | Rio Quente         | R$ 1.454.100  | Luiz Ricardo Higashi      | R$ 263.820   |
| 641      | 37   | 2009 | 8.ª   | RJ     | Rio de Janeiro     | R$ 641.000    | Anderson Luciano          | R$ 150.000   |
| 632      | 67   | 2013 | 1.ª   | SP     | São Paulo          | R$ 1.181.840  | Pedro Correa              | R$ 260.000   |
| 630      | 52   | 2011 | 2.ª   | PR     | Curitiba           | R$ 957.600    | Paulino Uemura Jr.        | R$ 207.000   |
| 614      | 46   | 2010 | 6.ª   | RJ     | Rio de Janeiro     | R$ 614.000    | Christian Kruel           | R$ 136.700   |
| 595      | 78   | 2014 | 5.ª   | RN     | Natal              | R$ 1.080.000  | André Eskinazi            | R$ 185.650   |
| 572      | 72   | 2013 | 7.ª   | SC     | Florianópolis      | R$ 1.069.640  | Renato Nomura             | R$ 182.900   |
| 569      | 75   | 2014 | 2.ª   | PR     | Foz do Iguaçu      | R$ 1.032.000  | Igianne Bertoldi          | R$ 178.275   |
| 568      | 65   | 2012 | 7.ª   | SC     | Balneário Camboriú | R$ 863.360    | Antonio Alves             | R$ 189.150   |
| 558      | 59   | 2012 | 1.ª   | SP     | São Paulo          | R$ 848.160    | Jhon Rua                  | R$ 185.800   |
| 554      | 94   | 2016 | 7.ª   | SC     | Balneário Camboriú | R$ 1.162.980  | Vinicius Pinheiro         | R$ 223.200   |
| 539      | 51   | 2011 | 1.ª   | RJ     | Rio de Janeiro     | R$ 819.280    | Marcelo Jensen            | R$ 179.500   |
| 535      | 43   | 2010 | 3.ª   | SC     | Florianópolis      | R$ 535.000    | Leonardo Gracia           | R$ 120.600   |
| 519      | 38   | 2009 | 9.ª   | PR     | Curitiba           | R$ 519.000    | Robson Rodrigues          | R$ 120.000   |
| 514      | 57   | 2011 | 7.ª   | PR     | Curitiba           | R$ 781.280    | Vinícius Teles            | R$ 171.100   |
| 509      | 113  | 2019 | 4.ª   | GO     | Rio Quente         | R$ 1.066.080  | Anthony Barranqueiros     | R$ 205.750   |
| 507      | 53   | 2011 | 3.ª   | SC     | Balneário Camboriú | R$ 770.640    | Ricardo Voltolini         | R$ 168.700   |
| 504      | 112  | 2019 | 3.ª   | BA     | Salvador           | R$ 1.055.315  | Guilherme Trevisan        | R$ 203.650   |
| 488      | 71   | 2013 | 6.ª   | GO     | Rio Quente         | R$ 912.560    | Caio Dornelas             | R$ 179.200   |
| 482      | 33   | 2009 | 4.ª   | PR     | Curitiba           | R$ 482.000    | Tito Feltrin              | R$ 115.000   |
| 465      | 35   | 2009 | 6.ª   | SP     | São Paulo          | R$ 465.000    | Rodrigo Caprioli          | R$ 100.000   |
| 460      | 129  | 2023 | 1.ª   | BAH    | Bahamas            | R$ 2.323.720  | Allan Barnes              | R$ 451.256   |
| 458      | 98   | 2017 | 3.ª   | PE     | Recife             | R$ 956.250    | Fábio Sousa               | R$ 185.000   |
| 457      | 68   | 2013 | 2.ª   | PR     | Foz do Iguaçu      | R$ 871.420    | Rafael Oliveira           | R$ 162.000   |
| 443      | 69   | 2013 | 3.ª   | BA     | Costa do Sauipe    | R$ 828.410    | Leonardo Vilela           | R$ 186.850   |
| 408      | 49   | 2010 | 9.ª   | BA     | Salvador           | R$ 408.000    | Stetson Fraiha            | R$ 94.600    |
| 401      | 61   | 2012 | 3.ª   | PR     | Curitiba           | R$ 609.520    | Guilherme Garcia          | R$ 137.300   |
| 374      | 64   | 2012 | 6.ª   | CE     | Fortaleza          | R$ 568.480    | Gabriel Goffi             | R$ 130.000   |
| 368      | 56   | 2011 | 6.ª   | PR     | Foz do Iguaçu      | R$ 559.360    | Rafael Caiaffa            | R$ 128.000   |
| 362      | 47   | 2010 | 7.ª   | RS     | Novo Hamburgo      | R$ 362.000    | Angelo Frazzon            | R$ 85.000    |
| 335      | 45   | 2010 | 5.ª   | GO     | Rio Quente         | R$ 335.000    | Francisco Braga           | R$ 78.500    |
| 335      | 60   | 2012 | 2.ª   | RJ     | Rio de Janeiro     | R$ 509.200    | Marcelo Dabus             | R$ 116.000   |
| 320      | 54   | 2011 | 4.ª   | GO     | Rio Quente         | R$ 486.400    | Marcelo Carvalho          | R$ 110.700   |
| 320      | 62   | 2012 | 4.ª   | MG     | Belo Horizonte     | R$ 486.400    | Filipe Morais             | R$ 101.400   |
| 302      | 39   | 2009 | 10.ª  | SC     | Florianópolis      | R$ 302.000    | Alexandre Fracari         | R$ 72.000    |
| 244      | 31   | 2009 | 2.ª   | SC     | Balneário Camboriú | R$ 244.000    | Jefferson Vieira          | R$ 61.000    |
| 240      | 36   | 2009 | 7.ª   | RS     | Porto Alegre       | R$ 240.000    | Ricardo Benin             | R$ 62.000    |
| 206      | 30   | 2009 | 1.ª   | SP     | São Paulo          | R$ 206.000    | Marco Duran               | R$ 53.000    |
| 206      | 32   | 2009 | 3.ª   | GO     | Goiânia            | R$ 206.000    | Tarcisio Ferreira         | R$ 53.000    |
| 205      | 34   | 2009 | 5.ª   | BA     | Salvador           | R$ 205.000    | Gustavo Martins           | R$ 53.000    |
| 188      | 40   | 2009 | TC*   | SC     | Balneário Camboriú | R$ 376.000    | Marcio Araújo             | R$ 100.000   |
| 141      | 25   | 2008 | 7.ª   | DF     | Brasília           | R$ 119.850    | Thiago Boita              | R$ 30.000    |
| 130      | 26   | 2008 | 8.ª   | PR     | Curitiba           | R$ 110.500    | Newton Valério            | R$ 30.000    |
| 115      | 6    | 2006 | 6.ª   | RJ     | Rio de Janeiro     | R$ 97.750     | George El-Khouri          | R$ 30.000    |
| 115      | 13   | 2007 | 5.ª   | PR     | Curitiba           | R$ 97.750     | Wellington Azevedo        | -            |
| 114      | 20   | 2008 | 2.ª   | SC     | Balneário Camboriú | R$ 96.900     | Gustavo Sobral            | -            |
| 113      | 17   | 2007 | 9.ª   | RJ     | Rio de Janeiro     | R$ 96.050     | Eduardo Pitombo           | -            |
| 110      | 23   | 2008 | 5.ª   | SP     | São Paulo          | R$ 85.850     | Cláudio Ramos             | R$ 25.000    |
| 109      | 27   | 2008 | 9.ª   | MG     | Belo Horizonte     | R$ 92.650     | Gabriela Belisario        | R$ 25.000    |
| 109      | 28   | 2008 | 10.ª  | SC     | Florianópolis      | R$ 92.650     | Renato Barroso            | R$ 27.000    |
| 107      | 24   | 2008 | 6.ª   | RS     | Porto Alegre       | R$ 90.950     | Felipe Pesce              | -            |
| 98       | 19   | 2008 | 1.ª   | SP     | São Paulo          | R$ 82.450     | Gabriel Almeida           | R$ 20.000    |
| 96       | 16   | 2007 | 8.ª   | PR     | Curitiba           | R$ 81.600     | Leandro Pimentel          | -            |
| 96       | 22   | 2008 | 4.ª   | BA     | Salvador           | R$ 79.050     | Marcos Rebibout           | R$ 23.000    |
| 91       | 11   | 2007 | 3.ª   | SC     | Balneário Camboriú | R$ 74.800     | Marcelo Lopes             | -            |
| 90       | 10   | 2007 | 2.ª   | RJ     | Rio de Janeiro     | R$ 75.650     | Vicenzo Camilotti         | R$ 21.000    |
| 82       | 14   | 2007 | 6.ª   | MG     | Belo Horizonte     | R$ 69.700     | Max Dutra                 | -            |
| 80       | 12   | 2007 | 4.ª   | SP     | São Paulo          | R$ 68.000     | Jorge Breda               | -            |
| 70       | 9    | 2007 | 1.ª   | SP     | São Paulo          | R$ 59.500     | Sergio Brun               | R$ 21.000    |
| 70       | 21   | 2008 | 3.ª   | RJ     | Rio de Janeiro     | R$ 57.800     | Cláudio Sobral            | R$ 15.800    |
| 70       | 7    | 2006 | 7.ª   | SP     | São Paulo          | R$ 48.450     | Victor Marques            | -            |
| 67       | 1    | 2006 | 1.ª   | SP     | São Paulo          | R$ 56.950     | Marcelo Amadeu            | R$ 16.000    |
| 64       | 15   | 2007 | 7.ª   | SP     | São Paulo          | R$ 54.400     | Felipe Ramos              | R$ 15.200    |
| 53       | 29   | 2008 | TC*   | SP     | São Paulo          | R$ 90.100     | Bruno Foster              | R$ 30.000    |
| 47       | 5    | 2006 | 5.ª   | SP     | São Paulo          | R$ 39.950     | Jeff Costa                | R$ 15.000    |
| 42       | 4    | 2006 | 4.ª   | PR     | Curitiba           | R$ 35.700     | Luis Felipe Andrade       | R$ 15.000    |
| 39       | 18   | 2007 | TC*   | MG     | Belo Horizonte     | R$ 66.300     | Fernando Conrado          | -            |
| 38       | 3    | 2006 | 3.ª   | SP     | São Paulo          | R$ 32.300     | Richard Fulbauer          | R$ 11.000    |
| 34       | 2    | 2006 | 2.ª   | SC     | Balneário Camboriú | R$ 28.900     | Rodrigo Boabaid           | R$ 10.000    |
| 27       | 8    | 2006 | TC*   | SP     | São Paulo          | R$ 45.900     | Adelino Mendonça          | R$ 23.000    |

Seq. - Ordenação numérica do BSOP

TC = Torneio dos Campeões

ed = Edição do BSOP Online

## Países mais Vitoriosos
| Lugar | País      | Total |
| ----- | --------- | ----- |
| 1.º   | Brasil    | 129   |
| 2.º   | Argentina | 3     |
|       | Uruguai   | 3     |
| 4.º   | Canada    | 2     |
|       | Colombia  | 2     |
|       | Russia    | 2     |
| 7.º   | Paraguai  | 1     |
|       | Portugal  | 1     |
|       | TOTAL     | 143   |

Em caso de empate será ordenado alfabeticamente. Atualizado até a Etapa BSOP Winter Millions (07/2025)

## Cidades que mais sediaram etapas
| Lugar | Cidade                    | Total |
| ----- | ------------------------- | ----- |
| 1.º   | São Paulo                 | 53    |
| 2.º   | Curitiba                  | 12    |
| 3.º   | Rio de Janeiro            | 11    |
| 4.º   | Balneário Camboriú        | 9     |
| 5º    | Brasília                  | 6     |
|       | Florianópolis             | 6     |
|       | Foz do Iguaçu             | 6     |
|       | Rio Quente                | 6     |
| 9.º   | Natal                     | 5     |
|       | (BSOP online)             | 5     |
| 11.º  | Belo Horizonte            | 4     |
|       | Salvador                  | 4     |
| 13.º  | Gramado                   | 3     |
| 14.º  | Costa do Sauípe           | 2     |
|       | Porto Alegre              | 2     |
|       | Puerto Iguazú - Argentina | 2     |
|       | Punta del Este - Uruguai  | 2     |
| 18.º  | Fortaleza                 | 1     |
|       | Goiânia                   | 1     |
|       | Nassau - Bahamas          | 1     |
|       | Novo Hamburgo             | 1     |
|       | Recife                    | 1     |
|       | TOTAL                     | 143   |

Atualizado até a Etapa BSOP Winter Millions (07/2025)

## Estados que mais sediaram etapas
| Lugar              | Estado                   | Total |
| ------------------ | ------------------------ | ----- |
| 1.º                | São Paulo                | 53    |
| 2.º                | Paraná                   | 18    |
| 3.º                | Santa Catarina           | 15    |
| 4.º                | Rio de Janeiro           | 11    |
| 5.º                | Goiás                    | 7     |
| 6.º                | Bahia                    | 6     |
|                    | Distrito Federal         | 6     |
|                    | Rio Grande do Sul        | 6     |
| 9.º                | Rio Grande do Norte      | 5     |
| 10.º               | Minas Gerais             | 4     |
| 11.º               | Ceará                    | 1     |
|                    | Pernambuco               | 1     |
| Etapas no exterior |                          |       |
| 1.º                |                          | 5     |
| 2.º                | Misiones / Argentina     | 2     |
|                    | Maldonado / Uruguai      | 2     |
| 4.º                | New Providence / Bahamas | 1     |
|                    | TOTAL                    | 142   |

Atualizado até a Etapa BSOP Winter Millions (07/2025)